# Галаневич Марко Володимирович
Марко́ Галане́вич (нар. 14 квітня 1981, с. Крушинівка, Вінницька область, Україна) — український музикант, актор, фронтмен і вокаліст гуртів «ДахаБраха» та «OY Sound System». Актор київського театру «ДАХ». Лауреат Національної премії України імені Тараса Шевченка 2020 року, автор відомої фрази «Доброго вечора, ми з України!».

## Життєпис
Марко Галаневич народився 14 квітня 1981 року в селі Крушинівка Вінницької області, де прожив до трьох років. Виховувався хлопець дідусем і бабусею, яка як співала на весіллях, так і відспівувала покійників. Батьки працювали вчителями в іншому селі. Маленький Марко супроводжував бабусю на всіх подіях. У шкільні роки сім'я Марка переїхала до села Плавське в Херсонській області, де майбутній музикант закінчив школу.
Вищу освіту Марко здобув за спеціальністю «Українська мова та література» в інституті філології Київського національного університету імені Тараса Шевченка, який закінчив у 2003 році. Під час навчання в університеті Марко Галаневич співав у хоровій капелі «Дніпро» протягом року.
2002 року приєднався до театру ДАХ, де, за словами Галаневича, він пройшов усю театральну кухню від монтажника й освітлювача до звукорежисера й актора.
З 2004 року Галаневич є учасником етнічного музичного колективу «ДахаБраха». Грає на диджериду, акордеоні, дарбуці, таблі, тромбоні, барабанах та інших народних інструментах. Також робить замальовки та ескізи до відеокліпів і відеоряду, який транслюють на виступах гурту.
У 2020 році Галаневич разом з Цибульською, Гаренецькою та Коваленко у складі гурту «ДахаБраха» стали лауреатами Національної премії України імені Тараса Шевченка, з альбомом «Шлях» здобувши перемогу в номінації «Музичне мистецтво».

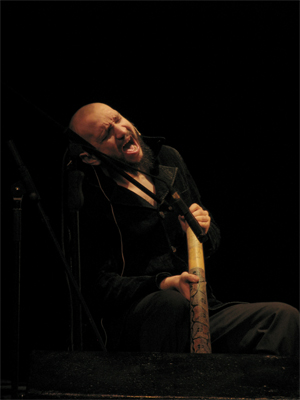
Галаневич у складі «ДахаБраха» у 2009 році
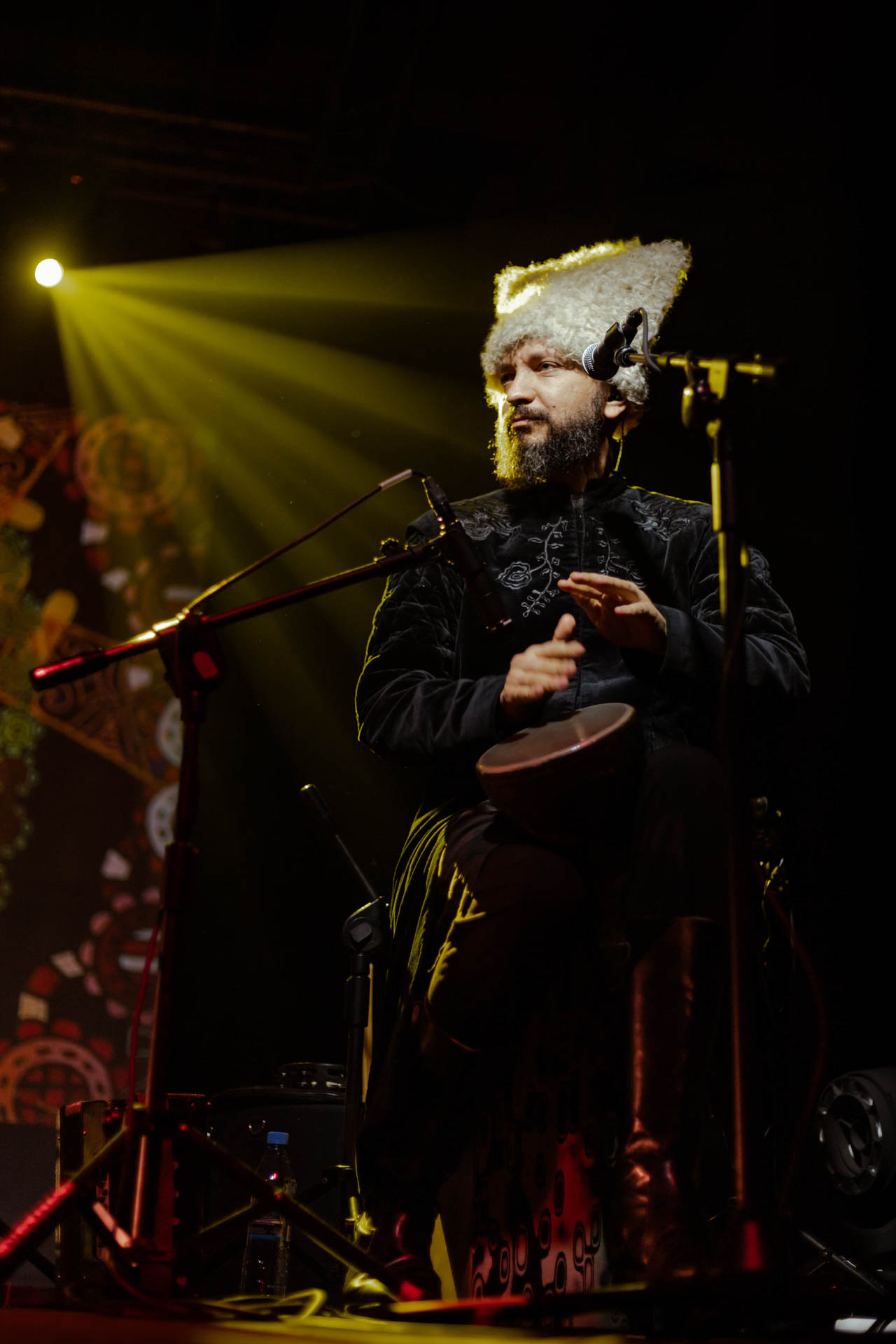
Галаневич у складі «ДахаБраха» 2022 року в Польщі